# Пиер Луис
Пиер Луис (на френски: Pierre Louÿs) е френски писател и поет, автор на произведения в жанра еротична литература. Писал е и под псевдонимите Хрисис (Chrysis), Петер Луис (Peter Lewys) и Пибрак (Pibrac).

## Биография и творчество
Пиер Феликс Луи е роден на 10 декември 1870 г. в Гент, Белгия, в семейството на Пиер Луи-Филип (1812 – 1889) и втората му съпруга Клер Селин Малдан (1832 – 1879). Има по-голям брат от първия брак на баща си. Когато е малък, семейството му се преселва в Париж. Учи в Парижкото елзаско училище. Там се сприятелява със своя съученик Андре Жид, с когото води кореспонденция през целия си живот.
През 1890 г. се запознава с ирландския драматург Оскар Уайлд, с когото се движи в хомосексуалните кръгове. От същата година започва да изписва името си Луис, като начин на изразяване на привързаността му към класическата гръцка култура.
Започва да пише първите си еротични текстове на 18 години, като развива интерес към парнасиската и символистка литературни школи.
През 1881 г. публикува в литературното списание „La Conque“ (Раковината) първия си цикъл стихове, „Astarté“ („Астарта“), издържани в елегантен и изискан стил.
През 1884 г. е издадена поемата „Песните на Билитис“, сборник от 143 стихотворния, третиращи женската сексуалност и развиващи различни лесбийски теми. Те са разделени на три части, посветени на живота на куртизанката и съвременник на Сафо, Билитис – пасторални в Памфилия, елегии в Митилини, и епиграми на остров Кипър. По някои от текстовете Клод Дебюси прави музикални адаптации.
През 1886 г. Пиер Луис публикува първия си роман „Афродита“, описващ живота на куртизанка в древна Александрия. Романът става един от бестселърите на своето време.
През 1898 г. е издаден романът му „Жената и куклата“, който става едно от най-екранизираните му произведения и по него е направена през 1910 г. и едноименна пиеса.
Следващите му произведения – „Диалози на куртизанките / Лукиан“, „Приключенията на крал Паузол“ и „Pervigilium Mortis“ (Посмъртни бдения), също имат голям успех. Романът „Trois filles de leur mère“ (Три дъщери на майка им) се смята за шедьовър на драматичната му чувственост.
Произведенията му са богато илюстрирани от редица известни по това време еротични художници.
Голяма част от творчеството му е публикувана след смъртта му поради твърде нецензурния текст в тях.
Удостоен е с отличието кавалер на Почетния легион през 1909 г., а след това и офицер на Почетния легион през 1925 г.
През 1919 г. Пиер Луис публикува две статии, в които излага хипотезата, че произведенията на Молиер всъщност са написани от Пиер Корней. Те дават начало на широк литературен и исторически спор за авторството на Молиер.
Страстен библиофил, през живота си той събира общо около 20 000 тома литература. Като ненаситен еротоман той е фотограф аматьор на голо тяло и притежава колекция от над 10 000 еротични фотографии. 
През 1899 г. се жени за първата си съпруга Луиз, с която нямат деца и по-късно се развеждат. През 1923 г. се жени за Алин Стийнакър, с която живее от 1917 г. до смъртта си, и двамата имат три дъщери.
Пиер Луис умира от емфизем на 4 юни 1925 г. в Париж, Франция.

## Произведения
- Astarté (1891)
- Chrysis ou la cérémonie matinale (1893)
- Lêda ou la louange des bienheureuses ténèbres (1894)
- Ariane ou le chemin de la paix éternelle (1894)
- La Maison sur le Nil ou Les apparences de la vertu (1894)
- Песните на Билитис: Книга за античната любов, Les Chansons de Bilitis (1894)
- Danaë ou le malheur (1895)
- Афродита, Aphrodite (1896) – издадена също и като „Ancient Manners“
- Жената и куклата: Любовните терзания на един испанец, La Femme et le Pantin (1898)
- Byblis ou l'enchantement des larmes (1898)
- Диалози на куртизанките / Лукиан, Mimes des courtisanes de Lucien (1899) – с илюстрации от Дега
- Les Aventures du Roi Pausole (1901)
- Sanguines (1903)
- Archipel (1906)
- La Femme et le Pantin (1910) – пиеса, с Пиер Фронде
- Isthi (1916)
- Pervigilium Mortis (1917)
- Poëtique (1917)

издадени посмъртно
- Manuel de civilité pour les petites filles à l'usage des maisons d'éducation (1926)
- Trois filles de leur mère (1926)
- Pybrac (1927)
- Histoire du roi Gonzalve et des douze princesses (1927)
- Douze douzains de dialogues ou Petites scènes amoureuses (1927)
- Psyché (1927)
- Au Temps des Juges (1933)
- L'Île aux dames – незавършен роман
- Manuel de Gomorrhe (1991)

### Екранизации
- 1920 The Woman and the Puppet – по романа „Жената и куклата“
- 1929 La femme et le pantin – по романа „Жената и куклата“
- 1933 The Merry Monarch – по романа „The Adventures of King Pausole“
- 1933 Die Abenteuer des Königs Pausole – по романа
- 1933 Les aventures du roi Pausole – по романа
- 1935 „Дяволът е жена“ – по романа „Жената и куклата“
- 1946 Laabet el sitt – по романа „Жената и куклата“
- 1948 Du sang, de la volupté et de la mort, part I: Psyche – по новелата „Psyché“
- 1959 „Жената и куклата“ – по романа
- 1966 Take Me Naked – по поезията
- 1977 Bilitis – по романа „Песните на Билитис“
- 1977 „Този неясен обект на желанието“ – по мотиви на „Жената и куклата“
- 1982 Aphrodite – по романа „Афродита“
- 1985 Les filles de leur mère – ТВ филм
- 1992 La grande collection – ТВ сериал 1 епизад, по романа „Жената и куклата“
- 2007 La femme et le pantin – ТВ филм, по романа

### Книги за Пиер Луис
- Paul-Ursin Dumont, Pierre Louÿs, l'ermite du hameau, Vendôme, Libraidisque, 1985, 315 p.
- Dominique Bona, Les Yeux noirs: les vies extraordinaires des sœurs Heredia, Paris, Jean-Claude Lattès, 1989, 369 p.
- Jean-Paul Goujon, Pierre Louÿs, Paris, Fayard, 2002, 872 p.
- Jean-Paul Goujon, Dossier secret Pierre-Louÿs-Marie de Régnier, Paris, Christian Bourgois, 188 p.
- Jean-Paul Goujon, L'Œuvre érotique de Pierre Louÿs, Paris, Sortilèges, 1994, 1083 p.
- Rober Cardinne Petit, Pierre Louÿs intime, le Solitaire du hameau, Paris, Jean Renard, 1942, 180 p.